# Clima di Napoli
Il clima di Napoli è mediterraneo, con inverni miti e piovosi ed estati calde e secche, ma comunque rinfrescate dalla brezza marina che raramente manca sul suo golfo. La classificazione climatica di Napoli inserisce la città nella zona climatica "C". Secondo la classificazione Köppen, Napoli, nella sua fascia costiera, appartiene alla zona Cs′a ovvero clima temperato con aridità estiva (il mese invernale più piovoso ha almeno il triplo delle precipitazioni del mese estivo più secco, che è sotto 30 mm) e massimo precipitativo in autunno. Il sole splende mediamente per 260 giorni l'anno.

## Caratteristiche
A causa della particolare conformazione morfologica del territorio la città possiede comunque al suo interno differenti microclimi con la possibilità così di incontrare variazioni climatiche anche significative spostandosi di pochi chilometri (più continentale rispetto al centro della città, ad esempio, risulta essere la zona di Capodichino, dove è situato l'unico aeroporto cittadino, al pari della maggior parte dei quartieri della zona nord del capoluogo, come Poggioreale o Secondigliano). Anche la zona dei Camaldoli, al pari dei numerosi quartieri collinari, a causa della maggiore altitudine, si caratterizza per un clima di 2-3 gradi, se non oltre, più freddo nei mesi invernali, ed un clima meno afoso in quelli estivi.
Non sono mancati però anche episodi di gelo: restano infatti celebri le nevicate su Napoli del febbraio 1929, febbraio 1956, del marzo 1971, del gennaio 1985, del febbraio 1986, del 16 dicembre 1988, del 26 gennaio e 1º marzo 2005 e del 27 febbraio 2018, quest'ultima con accumuli fino a 5 cm in prossimità della costa, 10 cm abbondanti nell'area nord e al Vomero e fino a 15-18 cm sulla collina dei Camaldoli (il 26 febbraio aveva già nevicato, ma con accumuli solo nella zona flegrea e nord occidentale della città). Altra nevicata da ricordare è quella del 18 febbraio 2009, che coinvolse solo i quartieri collinari della città e, solo nel pomeriggio, nevicate e nevischiate arrivarono fin sulla costa, seppur comunque con accumuli esclusivamente nei quartieri collinari, soprattutto ai Camaldoli. Va detto, in ogni caso, che l'indice di nevosità del capoluogo campano, volendo considerare prettamente il cuore cittadino (l'area più antica e mite) è molto modesto, anche rispetto a città italiane poste all'incirca alla medesima latitudine, che risultano leggermente più nevose (si pensi a Bari o a Brindisi, ad esempio). Ciò a causa della parziale protezione offerta dalle catene montuose ad est della pianura di Napoli e Caserta, che contribuisce a far sì che la città partenopea, benché posta all'incirca alla stessa latitudine di New York (dove il clima invernale è condizionato dall'influsso della fredda corrente del Labrador) abbia una media invernale relativamente elevata, di poco più bassa rispetto a città più meridionali come Atene o Cagliari, mentre la piovosità annua è sensibilmente più elevata rispetto alle suddette città a causa dell'esposizione agli umidi venti da ovest.
La temperatura più alta mai registrata a Napoli-Capodichino, presso la locale stazione dell'Enav (in passato dell'A.M.), è di 40,0 °C, valore raggiunto il 4 agosto 1981 e sfiorato altre volte (l'ultima nell'agosto 2007). Nel complesso, comunque, l'estate partenopea è moderatamente calda ma piuttosto afosa.
Il valore più basso a livello ufficiale, rilevato sempre a Capodichino, risulta di −5,7 °C ed è stato registrato l'8 gennaio 2017. Con venti di scirocco, tuttavia, anche d'inverno si possono talvolta superare i 20 °C, come nel mite gennaio 2001, e nel gennaio 2018 mentre l'autunno napoletano è piuttosto lungo e mite, anche se molto piovoso.